# Vlag van Berkelland

Vlag van de gemeente Berkelland

De vlag van Berkelland is sinds 29 november 2005 de gemeentelijke vlag van de Gelderse gemeente Berkelland. De vlag is gebaseerd op het gemeentelogo.
De beschrijving van de vlag luidt als volgt:  
Blauw met vier bruine schoepen, geplaatst in een boog van linksonder naar rechtsboven, de onderste komend uit de onderzijde en de bovenste uit de bovenzijde, geleidelijk meer rechtop geplaatst en groter van oppervlak.
Hoewel het in een logovlag is, voldoet deze wellicht aan de voorwaarden om opgenomen te worden in het vlaggenregister. Zo bevat de vlag bijvoorbeeld geen belettering maar zijn de bruine schoepen door contrast en plaatsing slecht herkenbaar. Het ontwerp is van het bureau Stijlgenoten, dat ook het gemeentelogo heeft ontworpen. De bruine schoepen verwijzen naar de voor de streek karakteristieke watermolens. Daarnaast staan ze voor dynamiek, nostalgie en stuwkracht. Het blauw staat voor het riviertje de Berkel. Het geheel moet staan voor Moderne zakelijkheid, met een Achterhoeks accent.
Aalten ·
Apeldoorn ·
Arnhem ·
Barneveld ·
Berg en Dal ·
Berkelland ·
Beuningen ·
Bronckhorst ·
Brummen ·
Buren ·
Culemborg ·
Doesburg ·
Doetinchem ·
Druten ·
Duiven ·
Ede ·
Elburg ·
Epe ·
Ermelo ·
Harderwijk ·
Hattem ·
Heerde ·
Heumen ·
Lingewaard ·
Lochem ·
Maasdriel ·
Montferland ·
Neder-Betuwe ·
Nijkerk ·
Nijmegen ·
Nunspeet ·
Oldebroek ·
Oost Gelre ·
Oude IJsselstreek ·
Overbetuwe ·
Putten ·
Renkum ·
Rheden ·
Rozendaal ·
Scherpenzeel ·
Tiel ·
Voorst ·
Wageningen ·
West Betuwe ·
West Maas en Waal ·
Westervoort ·
Wijchen ·
Winterswijk ·
Zaltbommel ·
Zevenaar ·
Zutphen